# اسخائن-دایفه‌لاند
اسخائن-دایفه‌لاند (به هلندی: Schouwen-Duiveland) یک شهرستان در هلند است که در زیلاند واقع شده‌است. اسخائن-دایفه‌لاند ۰ متر بالاتر از سطح دریا واقع شده‌است.